# Grotta de Nadale
Die Grotta de Nadale, auch Cuoléto de Nadale, engl. De Nadale Cave, ist eine auf dem Gemeindegebiet von Zovencedo im Zentrum des Höhenzugs der Colli Berici gelegene Karsthöhle.
Bei den seit 2014 durchgeführten archäologischen Ausgrabungen fand sich in den weitgehend sterilen Höhlensedimenten eine einzelne anthropogene Schicht, die aufgrund der typologischen Merkmale der Steinartefakte und des Alters von rund 70.000 Jahren dem mittelpaläolithischen Quina-Moustérien zugerechnet wird.
Aus den Analysen der zahlreichen und sehr gut erhaltenen Funde und Befunde erhoffen sich Wissenschaftler neue Erkenntnisse zu den Lebens- und Ernährungsgewohnheiten von Neandertaler-Populationen, die sich am Beginn der Sauerstoff-Isotopenstufe (MIS) 4 im Gebiet der heutigen Region Venetien aufgehalten haben.

## Geographische Lage und Topographie
Die Grotta de Nadale liegt im unteren Drittel des steil aufragenden Monte Spiadi nahe der Gemeinde Zovencedo. Die Seehöhe ist in verschiedenen Quellen mit 50, 80 oder 130 m s.l.m. angegeben. Die Höhle ist nur wenige Meter tief, ihr etwa 8 m breiter Eingang weist nach Süden. In westlicher Richtung schließen die Covolo de Vecio Possibile - in der Mauerreste auf eine frühere Nutzung als Wohnhöhle hinweisen - sowie ein schmaler Felsüberhang an. Der Platz vor den Höhlen diente früher als landwirtschaftliche Anbaufläche, zu diesem Zweck wurde der Abhang auf einer Breite von etwa 75 m zweistufig terrassiert.

## Befund
Im Jahr 2006 fand G. Baruffato, ein Mitarbeiter der Universität Ferrara, auf dem Feld vor der Höhle mehrere Knochen und Steinwerkzeuge, die ein grabender Dachs in den Pflughorizont eingebracht hatte. Die Grotta De Nadale war zu dieser Zeit fast ebenerdig mit Sediment verfüllt und nur als kleiner Felsüberhang zu erkennen. 2013 kamen beim Abtragen des oberen Bodenhorizonts weitere Funde zutage, woraufhin im darauffolgenden Jahr zwei archäologische Grabungen erfolgten. Im westlichen Bereich wurde zunächst eine 1,5 m × 1,5 m große Fläche bis auf den anstehenden Fels ergraben. In dem entstandenen Profil ließen sich acht geologische Horizonte unterscheiden, von denen lediglich die Schicht 7 anthropogene Einflüsse zeigt. Sie zeichnet sich als dunkelbraun-graue lehmige Schicht mit mittelgroßem, leicht verrundetem Kalksteinschutt deutlich sichtbar von den anderen Straten ab.

### Fauna und organische Geräte

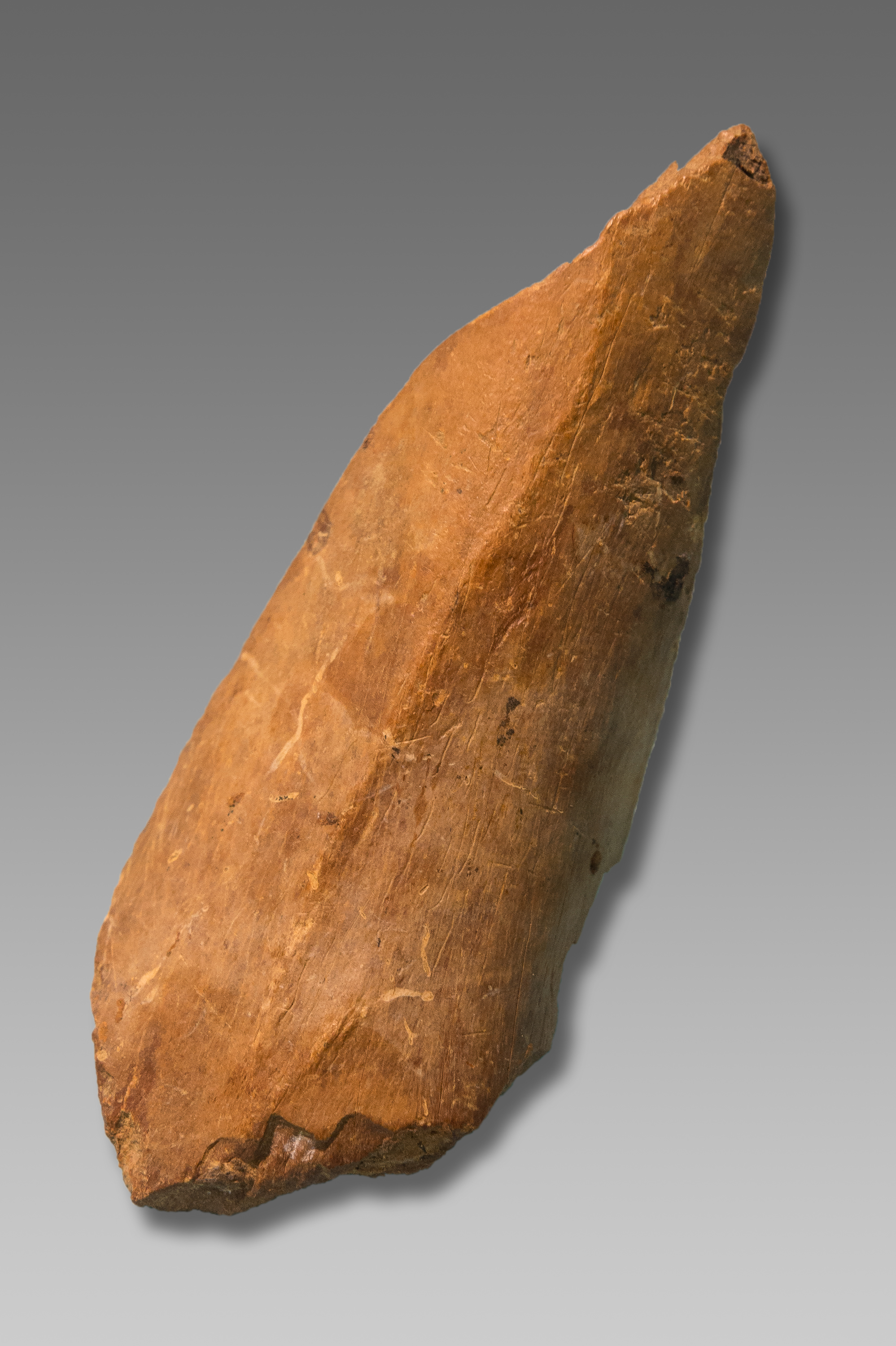
Retuscheure wie dieser aus dem Neandertal wurden auch in der Grotta de Nadale verwendet

Neben wenigen Holzkohlebröseln enthält die Schicht 7 eine Vielzahl Knochenfragmente großer Säugetiere wie Riesenhirsch, Rothirsch, Steppenbison, Auerochse, Steinbock und Gämse, was in Verbindung mit den durchgeführten Pollenanalysen auf eine Paläoumwelt mit kaltgemäßigtem Klima und lichten borealen Nadelwäldern sowie teils offenen Grassteppen schließen lässt. Höhlenbär, Wolf, Rotfuchs sowie verschiedene Vögel und Kleinsäuger sind in geringer Zahl vorhanden. Fast die Hälfte aller Huftierknochen zeigt die beim Zerwirken auftretenden Schnitt- und Schabespuren, Schlagmarken oder Anzeichen von Spiralbruch. In dem Inventar sind 224 Knochen enthalten (Stand: 2019), die aufgrund charakteristischer Narbenfelder als Retuscheure angesprochen werden können und dem Nachschärfen von Steingeräten dienten.
An einem Bisonzahn ließ sich mittels Uran-Thorium-Datierung das Mindestalter der Fundschicht auf 70.200 +1000/ -900 Jahre BP bestimmen.

### Steinartefakte
Das lithische Inventar umfasst bislang 386 Artefakte, darunter zahlreiche Schaber, Spitzen sowie retuschierte, gezähnte Stücke. Es wird wegen der angewandten Abschlagtechniken und seiner formenkundlichen Eigenschaften als Moustérien des Typs Quina angesprochen. Als Rohmaterial fanden überwiegend Feuersteine aus Biancone- und Scaglia Rossa-Formationen Verwendung, wie sie in den wenige Kilometer entfernten Euganeischen Hügeln und den Monti Lessini anstehen.

### Menschliche Überreste
Ein im ersten Grabungsjahr nahe der nördlichen Höhlenwand freigelegter Zahn (Nadale 1) konnte anhand seiner morphologischen Merkmale als unterer rechter 1. Milchmolar (Zahn 84 bzw. rdm1) eines Neandertalers bestimmt werden. Die Zahnwurzel ist zum größten Teil aufgelöst, die Krone stark abgenutzt und mit Rissen durchzogen, die erst nach dem Ausfallen entstanden sind. An der bukkalen, zur Wange weisenden Seite, ist eine an Neandertaler-Zähnen bislang nur in wenigen Fällen nachgewiesene, beginnende Karieserkrankung erkennbar. Dies legt nahe, dass das Nahrungsspektrum des Individuums auch kohlenhydrathaltige Kost umfasste.